# Fascism i Italien

Marschen mot Rom 1922.

Italienska Nationella fascistpartiets emblem

Benito Mussolini (1883–1945) var den som införde fascismen i Italien (il fascismo) när han 1919 bildade den första fascistiska föreningen Fasci di Combattimento, som bestod av ”krigssocialister”, nationalsyndikalister, futurister samt veteraner från första världskriget (främst så kallade arditiförband).

## Ideologi
Rörelsen kombinerade långtgående reformkrav (bland annat på nationaliseringar, proportionellt enkammarsystem med allmän rösträtt från 18 års ålder, konfiskering av krigsprofiter och sociala reformer) med nationalistiska anspråk på italienskspråkiga landområden som i fredsförhandlingarna tillfallit de nybildade staterna Republiken Österrike och Kungariket Jugoslavien. Detta skulle enligt fascisterna fullborda Risorgimento, Italiens enande. Italienska fascister förespråkade korporativism, fackförbundet och arbetsgivarorganisationen tillhörande samma yrkesgren sammanslogs till korporationer/yrkesorganisationer. Till skillnad från marxistiska socialister föredrogs korporativism och klassamarbete framför nationalisering och klasskamp, vilket bättre ansågs gynna nationens och dess invånares intressen. Av samma skäl kom rörelsen snart bilda front mot socialism, liberalism/kapitalism, fackföreningar, kvinnorörelsen samt demokratin, som alla ansågs gå enskilda samhällsgruppers och individers ärenden.
Inledningsvis propagerade fasciströrelsen och särskilt dess feministiska intressegrupper (fasci femminilli) för kvinnlig rösträtt, vilket ansågs nödvändigt för kvinnans emancipation i den fascistiska staten och endast delvis genomfördes i november 1925, efter maktövertagandet.

## Historia
Poeten och nationalisten Gabriele D’Annunzios maktövertagande i Fiume 1919 hade väckt uppmärksamhet och sympati för Risorgimento-rörelsen, och de kampgrupper Mussolini bildat samma år växte snabbt i omfattning. Föreningar (fasci) bildades i hela Italien och hade 1921 samlat en kvarts miljon medlemmar, vilket breddade den ideologiska basen och gjorde rörelsen till attraktiv koalitionspartner hos såväl nationalkonservativa som reformsinnade liberaler. Samma år ombildades förbunden till ett politiskt parti (Partito Nazionale Fascista, PNF), vilket redan samma år vann 35 platser i deputeradekammaren, de flesta som del av en borgerlig/nationalistisk valkartell. Rädslan för att traditionellt socialistiska och kommunistiska partier skulle ta över makten i Italien gjorde att medelklassen kom att stödja Mussolinis välorganiserade, snart inflytelserika rörelse. Han blev därför alltmer populär, och i oktober 1922 hotade han med att marschera mot Rom med beväpnade partimedlemmar (svartskjortorna) om han inte blev utnämnd till premiärminister. Italiens kung Viktor Emanuel III valde att inte göra motstånd och utnämnde dagar efter marschen genomförts Mussolini till premiärminister. Utmärkande för rörelsens ideologi var en antiintellektuell aktivism som lånat drag från den franske syndikalisten Georges Sorel, Friedrich Nietzsche och den italienske sociologen Vilfredo Pareto.

### Maktövertagandet
Väl i spetsen för en borgerlig koalitionsregering kunde fascisterna säkra sin ställning genom en ny vallag som i kombination med mer eller mindre lagliga metoder tillförsäkrade fascistpartiet en valseger i april 1924. Samma år mördades den ledande socialisten Giacomo Matteotti av fanatiska fascistiska aktivister. Mordet utlöste nära nog en regeringskris vilket Mussolini besvarade med att inför parlamentet den 3 januari 1925 förklara sig villig att krossa oppositionen med våld och upprätta diktatur. Den antifascistiska minoriteten i parlamentet förhindrades verka, meningsmotståndare skrämdes till tystnad eller samarbete och den 24 december samma år utropades Mussolini till enväldig regeringschef med rätt att stifta lagar på egen hand, endast ansvarig inför kungen. De sista politiska partierna tvångsupplöstes efter ett mordförsök på Mussolini i oktober 1926, där den 15-årige attentatsmannen, anarkisten Anteo Zamboni, lynchades av svartskjortor. Genom lagstiftning blev PNF:s stora råd formellt regeringsorgan med rätt att dra upp den enda lagliga partilistan, som i valet följande år, enligt officiella siffror, fick stöd från 98,33 procent av väljarna, det första valet i Italien i vilket (en begränsad andel) kvinnor tilläts delta. 1939 släpptes alla föreställningar om parlamentarism då deputeradekammaren ersattes av den icke-valda korporationskammaren.
De politiska motståndare som fanns nekades med våld tillträde till parlamentet och förföljdes av paramilitära MVSN och en ny hemlig polis, OVRA. Även tortyr och avlyssning användes, och tidningar och radio underkastades censur. Metoderna var emellertid skonsammare än i den senare i bundsförvanten Nazityskland. Ideologin kom inte att genomsyra hela samhället; terrorn hade väsentligt mindre omfattning och raslagar infördes först 1938, mot befolknings- och partimajoriteten (bland andra de Bono och Balbo) . Dödsstraff återinfördes 1926 men verkställdes endast i nio fall fram till krigsutbrottet 1940, därefter 17 gånger under kriget fram till Mussolinis fall 1943. Åtskilliga mordförsök på Mussolinis egen person slutade som högst med livstids fängelse eller utvisning (som i fallet Violet Gibson), utom i fallet Zamboni.
Mussolini började efter övertagandet att förbättra jordbruket. När tiderna blev bättre under 1930-talet kunde han införa folkpension och längre semestrar, samtidigt som en tidigare marknadsliberal ekonomisk linje med sänkta skatter och privatiseringar övergavs (arkitekt bakom reformerna hade varit den judiskättade liberalen Alberto de Stefani) till förmån för autarki i riktning mot planhushållning. I och med att den fascistiska staten övertog kontrollen ökade ekonomins anslag till socialförsäkringssystemet från sju procent 1930 till 20 % 1940, då Italien anslöt sig till det tyska krigsinsatsen. Ytterligare satsningar på militär och flotta gav utrymme för expansion enligt den italienska fascismens nostalgiska tankar om det forna romerska imperiet, vilket Mussolini frigjorde genom att i oktober 1935 invaderade Abessinien. Kriget blev en militär framgång men också brytning med Frankrike och Storbritannien, vilket kompenserades genom försoning med den forne fienden Tyskland, till förtret för åtskilliga fascister för vilka hatet mot Tyskland varit det väsentliga i ideologin. Samtidigt ökade samarbetet mellan Mussolini och Francos nationalister i Spanien, vilket ledde till handelssanktioner mot Italien och Stålpakten med Hitler. Under 1930-talet var uppskattningsvis 60 procent av den italienska befolkningen medlemmar i det fascistiska partiet och anses av många vara enda gången som Italien upplevt politisk stabilitet jämförbar med övriga västländer.

### Fascismen under kriget
Albanien, vars kunglige diktator Zog I tillsatts och stötts av Mussolinis regim, erövrades i mars 1939. Italien var till en början neutralt i andra världskriget, men när Tyskland gick mot seger i Frankrike 1940 beslöt man sig för att stödja Adolf Hitler, eftersom Mussolini hoppades på att införliva södra Frankrike och Egypten från ett besegrat Storbritannien, vilket misslyckades. Även på Balkanhalvön misslyckades en plan att erövra Grekland och störta dess diktator Metaxas, och landet kunde underkuvas först sedan tyska trupper ingripit i april 1941. Detta blev början till slutet, och 1943 invaderade brittiska styrkor Libyen efter slaget vid El-Alamein (Abessinien hade befriats 1941) för att efter Nordafrikas fall inleda en invasion av Sicilien, Operation Husky.
Bland Mussolinis anhängare ökade missnöjet, och han avsattes 25 juli 1943 av Fascismens stora råd genom en omröstning, stödda av kungen, som några dagar därefter beslutade att upplösa PNF och insätta en militärregering under Pietro Badoglio, som förklarade krig mot den gamla fienden Tyskland. Mussolini, som antagit att hans auktoritet var oförändrad, arresterades följande dag på order av kungen för att sedan fritas av tyska styrkor och tillsättas som ledare för en marionettregering i norra Italien och ett nytt fascistparti, PFR. Den 28 april 1945 avrättades Mussolini efter att ha upptäcks i flykten av italienska kommunistiska partisaner.

### Efter kriget: Nyfascism
Kvarlevorna av de fascistiska tankarna fanns fortfarande kvar i Italiens politiska liv i form av partiet Movimento Sociale Italiano (MSI), som från valen 1947 var representerat i parlamentet. 1994 gick MSI ihop med konservativa kristdemokrater och bildade Nationella alliansen (Alleanza Nazionale), vilket 2009 sammanslogs med dåvarande premiärminister Silvio Berlusconis kartell Frihetens folk.